# Racing Point RP20
Racing Point RP20 – samochód Formuły 1, skonstruowany przez Racing Point na sezon 2020. Jego kierowcami zostali Sergio Pérez, który na część sezonu został zastąpiony przez Nico Hülkenberga, i Lance Stroll. To ostatni model zespołu Racing Point, który zostanie przemianowany na Aston Martin F1.

## Rozwój
Prace nad modelem RP20 rozpoczęły się w lipcu 2019 roku. Samochód jest raczej rozwinięciem poprzednika aniżeli całkowicie nową konstrukcją. Zawieszenie oraz skrzynia biegów pochodzą z Mercedesa AMG F1 W10 EQ Power+ jak i również przypomina go wyglądem.
W sezonie 2021 udoskonalona wersja samochodu będzie startowała jako Aston Martin AMR21.

## Wyniki
| Legenda oznaczeń w tabelach wyników Wyświetl szablon na nowej stronie | Legenda oznaczeń w tabelach wyników Wyświetl szablon na nowej stronie                                                                     |
| Oznaczenie                                                            | Wyjaśnienie |
| --------------------------------------------------------------------- | --- |
| Złoty                                                                 | Zwycięzca lub mistrzostwo |
| Srebrny                                                               | 2. miejsce lub wicemistrzostwo |
| Brązowy                                                               | 3. miejsce lub II wicemistrzostwo |
| Zielony                                                               | Ukończył, punktował (w klasyfikacji generalnej, gdy zdobył co najmniej jeden punkt na przestrzeni sezonu, poza trzema powyższymi opcjami) |
| Niebieski                                                             | Ukończył, nie punktował (w klasyfikacji generalnej, gdy nie zdobył co najmniej jednego punktu na przestrzeni sezonu)                      |
| Czerwony                                                              | Nie zakwalifikował się (NZ) |
| Czerwony                                                              | Nie prekwalifikował się (NPK) |
| Różowy                                                                | Nie ukończył (NU) |
| Różowy                                                                | Niesklasyfikowany (NS) (w klasyfikacji generalnej, gdy nie został sklasyfikowany w żadnym wyścigu sezonu)                                 |
| Czarny                                                                | Zdyskwalifikowany (DK) |
| Czarny                                                                | Wykluczony (WYK/EX) |
| Biały                                                                 | Nie wystartował (NW) |
| Biały                                                                 | Kontuzjowany (K/INJ) |
| Biały                                                                 | Wyścig odwołany (OD/C) |
| Bez koloru                                                            | Został wycofany (WYC/WD) |
| Bez koloru                                                            | Nie przybył (NP/DNA) |
| Bez koloru                                                            | Nie brał udziału w treningach (NT/DNP) |
| Bez koloru                                                            | Nie został zgłoszony (–) |
| Pogrubienie                                                           | Start z pole position |
| Kursywa                                                               | Najszybsze okrążenie wyścigu |
| †                                                                     | Nie ukończył, ale jego rezultat został zaliczony ze względu na przejechanie więcej niż 90% dystansu wyścigu.                              |
| *                                                                     | Sezon w trakcie |
| 1/2/3                                                                 | Punktowana pozycja w sprincie kwalifikacyjnym                                                                                             |
| Lista systemów punktacji Formuły 1                                    | |

| Sezon | Zespół                   | Silnik       | Kierowcy        | Wyniki w poszczególnych eliminacjach | Wyniki w poszczególnych eliminacjach | Wyniki w poszczególnych eliminacjach | Wyniki w poszczególnych eliminacjach | Wyniki w poszczególnych eliminacjach | Wyniki w poszczególnych eliminacjach | Wyniki w poszczególnych eliminacjach | Wyniki w poszczególnych eliminacjach | Wyniki w poszczególnych eliminacjach | Wyniki w poszczególnych eliminacjach | Wyniki w poszczególnych eliminacjach | Wyniki w poszczególnych eliminacjach | Wyniki w poszczególnych eliminacjach | Wyniki w poszczególnych eliminacjach | Wyniki w poszczególnych eliminacjach | Wyniki w poszczególnych eliminacjach | Wyniki w poszczególnych eliminacjach | Wyniki kierowców | Wyniki kierowców | Wyniki konstruktora | Wyniki konstruktora |
| 2020  |                          |              |                 | Austria                              |                                      | Węgry                                | Wielka Brytania                      | Wielka Brytania                      | Hiszpania                            | Belgia                               | Włochy                               | Toskania                             | Rosja                                | Niemcy                               | Portugalia                           | Emilia-Romania                       | Turcja                               | Bahrajn                              | Bahrajn                              |                                      | Pkt.             | Msc.             | Pkt.                | Msc.                |
| ----- | ------------------------ | ------------ | --------------- | ------------------------------------ | ------------------------------------ | ------------------------------------ | ------------------------------------ | ------------------------------------ | ------------------------------------ | ------------------------------------ | ------------------------------------ | ------------------------------------ | ------------------------------------ | ------------------------------------ | ------------------------------------ | ------------------------------------ | ------------------------------------ | ------------------------------------ | ------------------------------------ | ------------------------------------ | ---------------- | ---------------- | ------------------- | ------------------- |
| 2020  | BWT Racing Point F1 Team | BWT Mercedes | Sergio Pérez    | 6                                    | 6                                    | 7                                    | WD                                   | -                                    | 5                                    | 10                                   | 10                                   | 5                                    | 4                                    | 4                                    | 7                                    | 6                                    | 2                                    | 18†                                  | 1                                    | NU                                   | 125              | 4                | 195                 | 4                   |
| 2020  | BWT Racing Point F1 Team | BWT Mercedes | Nico Hülkenberg | -                                    | -                                    | -                                    | NW                                   | 7                                    | -                                    | -                                    | -                                    | -                                    | -                                    | 8                                    | -                                    | -                                    | -                                    | -                                    | -                                    | -                                    | 10               | 15               | 195                 | 4                   |
| 2020  | BWT Racing Point F1 Team | BWT Mercedes | Lance Stroll    | NU                                   | 7                                    | 4                                    | 9                                    | 6                                    | 4                                    | 9                                    | 3                                    | NU                                   | NU                                   | WD                                   | NU                                   | 13                                   | 9                                    | NU                                   | 3                                    | 10                                   | 75               | 11               | 195                 | 4                   |